# Rocky the Musical
Rocky the Musical (originalment Rocky: Das Musical) és un musical de 2012 amb música de Stephen Flaherty, lletres de Lynn Ahrens i un llibret de Thomas Meehan i Sylvester Stallone, basat en la pel·lícula homònima de 1976 escrita per Stallone. L'espectacle es va estrenar a Hamburg el 2012 i es va estrenar a Broadway el 2014 al Winter Garden Theatre.

## Fons
El musical està basat en la pel·lícula de 1976 Rocky, amb un guió de Sylvester Stallone. La pel·lícula en si es va fer amb un pressupost de 1.075.000$, rodada en 28 dies i va ser un èxit absolut, va guanyar 225 milions de dòlars en ingressos de taquilla mundial convertint-se en la pel·lícula més taquillera. de 1976 i va guanyar tres Oscars, inclòs el de millor pel·lícula. Després d'haver estat treballant durant vuit anys,, es va celebrar un taller a Nova York l'abril de 2011, amb Andy Karl interpretant a Rocky i Lisa Brescia interpretant Adrian. Després de la lectura, el productor Sylvester Stallone va confirmar oficialment al novembre al costat de boxejadors i coproductors Vitali i Wladimir Klitschko, that que l'espectacle rebria la seva estrena mundial a Hamburg el novembre de 2012.
El musical, la producció d'estrena va costar uns 20 milions de dòlars per produir, té un llibret de Thomas Meehan i Sylvester Stallone, adaptat del guió de Stallone, i va ser dirigida per Alex Timbers, amb coreografia de Kelly Devine, coreografia de boxa de Steven Hoggett, disseny d'escenografia de Christopher Barreca, disseny de vestuari de David Zinn, disseny d'il·luminació de Christopher Akerlind, disseny de so de Peter Hylenski, disseny de vídeo de Pablo N. Molina i efectes especials de Jeremy Chernick. La partitura de Lynn Ahrens era principalment original, amb música de Stephen Flaherty.
El conjunt de l'espectacle, que per a Broadway va costar 4,3 milions de dòlars, està ambientat al voltant d'un escenari principalment nu que representa el gimnàs on entrena Rocky. La producció utilitza conjunts de caixes lliscants per representar les cases dels personatges i l'element lliscant passa a incloure un ring de boxa de mida completa Els membres del públic asseguts a la secció davantera del Cercle d'Or són escortats a l'escenari durant els darrers 20 minuts per seure en seients d'estil de la grada, en fer-ho, això permet que el ring de boxa entri a l'auditori [27] i seure en les files A-F, apropant el públic a l'escena de la lluita final.

## Historial de produccions

### Hamburg (2012)
Rocky the Musical va estrenar-se mundialment el 18 de novembre de 2012, a l' Operettenhaus d'Hamburg. La producció va obrir crítiques positives i el repartiment original va incloure Drew Sarich com Rocky Balboa, Wietske van Tongeren interpretant Adrian Pennino i Terence Archie interpretant Apollo Creed.Després d'haver estat escrit en anglès, l'espectacle va ser traduït a l'alemany per a la seva estrena mundial.

### Broadway (2014)
El 28 d'abril de 2013, es va anunciar que l'espectacle es traslladaria a Broadway el febrer de 2014. El 26 d'agost, es va anunciar que l'espectacle s'obriria el 13 de març de 2014, al Winter Garden Theatre , amb preestrenes que començaran l'11 de febrer. La primera preestrena es va cancel·lar com a conseqüència dels assajos tècnics endarrerits, a causa de problemes de la llum a la zona. Després d'un dia d'assaig programat, les prèvies van començar el 13 de febrer. Les entrades es van posar a la venda el 8 de setembre de 2013, amb el càsting del títol anunciat poc després, amb Andy Karl interpretant Rocky, Margo Seibert interpretant Adrian i Terence Archie transferint de la producció d'Hamburg, per repetir el seu paper d'Apol·lo. Creed. Dakin Matthews, Danny Mastrogiorgio, Jennifer Mudge i Okieriete Onaodowan també formaven part del repartiment en papers secundaris. Els assajos per a la producció van començar el 18 de desembre de 2013, gairebé dos mesos abans de l'estrena. El repartiment va actuar com a part de la cerimònia dels 68ns Premis Tony el juny de 2014. El 15 de juliol de 2014 es va anunciar que l'espectacle tancaria el 17 d'agost de 2014, després d'una sèrie de 28 previsualitzacions i 188 funcions.

### Producció coreana cancel·lada
La producció coreana, anunciada per primera vegada a principis del 2016, estava previst que s'estrenés el 29 d'octubre d'aquell any. Tanmateix, després de les baixes vendes d'entrades i les dificultats de producció, la producció es va cancel·lar el dia abans de l'estrena. L'anunci va ser molt criticat, especialment pels actors que només van ser notificats de la cancel·lació per trucada telefònica.

### Praga (2017)
Rocky the Musical va estar a Praga per una curta durada de 4 a 5 mesos. Es va representar al Centre de Congressos de Praga .

## Música
L'espectacle inclou 20 cançons originals, amb música addicional extreta de la sèrie de pel·lícules originals com "Eye of the Tiger" i "Gonna Fly Now". La producció del musical de Broadway utilitza una gran orquestra de vint membres formada per guitarres, bateria, baix, percussió, teclats, vent fusta, fliscorns, trompetes, trombó, trombó baix, violí, viola i violoncel.

### Números musicals
| Acte I - "Ain't Down Yet" - Companyia - "My Nose Ain't Broken" - Rocky - "Raining" - Adrian - "Patriotic" - Apollo Creed, Miles Jergens, Apollo Girls - "My Nose Ain't Broken (Reprise)" - Rocky - "The Flip Side" - Rocky, Adrian - "Adrian" - Rocky - "Wanna Know Why" - Gazzo, Buddy, Rocky, Mickey - "Fight From the Heart" - Rocky - "One of Us" - Companyia | Acte II - "Training Montage #1" - Companyia - "In the Ring" - Mickey - "Training Montage #2" - Companyia - "Happiness" - Rocky, Adrian - "I'm Done" - Adrian - "Southside Celebrity" - Companyia - "Adrian (Reprise)" - Adrian - "Keep On Standing" - Rocky - "Undefeated Man"- Apollo, Entourage - "The Fight" - Company |

### Enregistraments
| Núm. | Títol                                         | Durada |
| ---- | --------------------------------------------- | ------ |
| 1.   | «Ain't Down Yet»                              | 2:11   |
| 2.   | «My Nose Ain't Broken»                        | 3:44   |
| 3.   | «Raining»                                     | 4:09   |
| 4.   | «Patriotic»                                   | 3:05   |
| 5.   | «My Nose Ain't Broken (Reprise)»              | 2:08   |
| 6.   | «The Flip Side»                               | 3:18   |
| 7.   | «Adrian»                                      | 1:44   |
| 8.   | «Wanna Know Why»                              | 1:40   |
| 9.   | «Gonna Fly Now (Variation)»                   | 0:38   |
| 10.  | «Fight From the Heart»                        | 2:53   |
| 11.  | «One of Us»                                   | 2:38   |
| 12.  | «Training Montage 1»                          | 2:12   |
| 13.  | «In the Ring»                                 | 3:58   |
| 14.  | «Training Montage 2 (feat. Eye Of The Tiger)» | 6:40   |
| 15.  | «Happiness»                                   | 2:50   |
| 16.  | «I'm Done»                                    | 2:01   |
| 17.  | «Southside Celebrity»                         | 4:03   |
| 18.  | «Undefeated Man»                              | 1:51   |
| 19.  | «Keep On Standing»                            | 3:18   |
| 20.  | «The Fight: Round 15 (Gonna Fly Now)»         | 0:54   |
| 21.  | «Finale»                                      | 1:11   |

## Papers principals i repartiment original
| Personatge      | Hamburg              | Broadway            | Stuttgart          |
| --------------- | -------------------- | ------------------- | ------------------ |
| Rocky Balboa    | Drew Sarich          | Andy Karl           | Nikolas Heiber     |
| Adrian Pennino  | Wietske van Tongeren | Margo Seibert       | Lucy Scherer       |
| Apollo Creed    | Terence Archie       | Terence Archie      | Gino Emnes         |
| Mickey Goldmill | Uwe Drewes           | Dakin Matthews      | Norbert Lamla      |
| Paulie Pennino  | Patrick Imhof        | Danny Mastrogiorgio | Alexander Brugnara |
| Gloria          | Alex Avenell         | Jennifer Mudge      | Rosalie de Jong    |

## Recepció

### Resposta crítica
La producció d'Hamburg de Rocky the Musical va rebre crítiques positives de la crítica.

## Premis

### Producció original de Broadway
| Any  | Premi                      | Categoria                            | Nominat                           | Resultat  |
| ---- | -------------------------- | ------------------------------------ | --------------------------------- | --------- |
| 2014 | Premis Tony                |                                      |                                   |           |
| 2014 | Premis Tony                | Millor actor protagonista de musical | Andy Karl                         | Nominat   |
| 2014 | Premis Tony                | Millor coreografia                   | Steven Hoggett i Kelly Devine     | Nominat   |
| 2014 | Premis Tony                | Millor escenografia                  | Christopher Barreca               | Guanyador |
| 2014 | Premis Tony                | Millor il·luminació                  | Christopher Akerlind              | Nominat   |
| 2014 | Premi Drama Desk           | Musical excepcional                  | Musical excepcional               | Nominat   |
| 2014 | Premi Drama Desk           | Actor destacat en un musical         | Andy Karl                         | Nominat   |
| 2014 | Premi Drama Desk           | Director destacat d'un musical       | Alex Timbers                      | Nominat   |
| 2014 | Premi Drama Desk           | Coreografia destacada                | Steven Hoggett I Kelly Devine     | Nominat   |
| 2014 | Premi Drama Desk           | Disseny d'escenografia excepcional   | Christopher Barreca               | Guanyador |
| 2014 | Premi Drama Desk           | Disseny d'il·luminació excepcional   | Christopher Akerlind              | Guanyador |
| 2014 | Premi Drama Desk           | Disseny de so excepcional            | Peter Hylenski                    | Nominat   |
| 2014 | Premi Drama League         | Producció distingida d'un musical    | Producció distingida d'un musical | Nominat   |
| 2014 | Premi Drama League         | Premi d'actuació distingida          | Margo Seibert                     | Nominat   |
| 2014 | Premi Drama League         | Premi d'actuació distingida          | Andy Karl                         | Nominat   |
| 2014 | Premi Outer Critics Circle | Millor musical de Broadway           | Millor musical de Broadway        | Nominat   |
| 2014 | Premi Outer Critics Circle | Llibret destacat d'un musical        | Thomas Meehan                     | Nominat   |
| 2014 | Premi Outer Critics Circle | Millor musical de Broadway           | Andy Karl                         | Nominat   |
| 2014 | Premi Outer Critics Circle | Direcció destacada d'un musical      | Alex Timbers                      | Nominat   |
| 2014 | Premi Outer Critics Circle | Coreografia destacada                | Steven Hoggett and Kelly Devine   | Nominat   |
| 2014 | Premi Outer Critics Circle | Disseny d'escenografia excepcional   | Christopher Barreca               | Guanyador |